# استراتيجية التسويق

 استراتيجيات التسويق
1. هي الخطة التي يتم تصميمها وتفصل بالتحديد طريقة الدخول إلى السوق الجديد وطريقة جذب عملاء جدد.[1]
2. هي العملية التي تسمح للمنشأة أن تشغل مصادرها المحدودة في فرص مناسبة لزيادة المبيعات وللوصول إلى ميزات تنافسية
3. عرف جون جاك لومبان (Jean-Jacques Lambin) إستراتيجية التسويق على أنها«ذلك البرنامج المتبني من طرف المنظمة الموجهة بالسوق، في ظل سياسة إبداعية للمنتجات والخدمات للمستهلكين وبقيمة أكثر من المنافسين»
4. إسماعيل السيد عرف إستراتيجية التسويق على أنها «خطة طويلة الأجل لتنمية المزيج التسويقي الذي يساعد على تحقيق أهداف المنظمة من خلال إشباع حاجات السوق المستهدف».
5. هي منطق التسويق الذي تأمل به الشركة أن تحقق العلاقات المربحة. ومن خلال تجزئة السوق واستهدافه وتحديد موقعه، تحدد الشركة أي العملاء تستخدمهم وكيف، وتعرف إجمالي السوق وبعد ذلك تقسمه إلى قطاعات أصغر وتختار منها الواعدة أكثر وتركز على خدمة العملاء.

## أهمية استراتيجيات التسويق
يترتب على إعداد التخطيط الاستراتيجي الفعال حصول المنشأة على العديد من المزايا والفوائد تذكر أهمها في:
- مساعدة المنشأة على التعرف على البيئة التي تعمل فيها والكشف عن فرص البداية المتاحة أمامها، والقيود والتهديدات التي تؤثر على عملها.
- تحقيق التوازن بين المنشأة والبيئة التي تعمل فيها.
- مساعدة المنشأة على تحديد وتحليل خصائص السوق الذي تعمل فيه في الماضي والحاضر والمستقبل.
- مساعدة رجال التسويق على التنبؤ بالمستقبل والكشف عن المشكلات التسويقية المحتمل حدوثها، مما يتيح الفرصة للاستعداد لمواجهتها.
- مساعدة رجال التسويق على التعرف على الآثار المستقبلية لقراراتهم الحالية.
- مساعدة الإدارة على تحديد وتحليل مواطن القوة والضعف في المنشأة بالمقارنة بمنافسيها.
- مساعدة المنشأة على قياس وتحليل وتقييم الفرص التسويقية واختيار أسسها وتحديد أهداف أكثر واقعية.
- تحقيق التكامل والترابط بين أنشطة وعمليات التسويق من جهة، وبينها وبين أنشطة وعمليات المنشأة من جهة أخرى.
- تسهيل مهمة الرقابة على أنشطة التسويق والتخلص من أو تطوير وحدات الأعمال سيئة الأداء.

## أنواع استراتيجيات التسويق
1. الاستراتيجيات القومية والإقليمية واستراتيجيات السوق المحلية: تساعد هذه الاستراتيجية في تحديد هوية الخطة التسويقية هل هي قومية أم أنها مزيج من خطط على المستوى القومي الإقليمي.
2. الاستراتيجيات الموسمية: إن القرارات الاستراتيجية التي يجب التفكير فيها هي متى تقوم بالإعلان عن المنتج أو الترويج له أو تخزينه.
3. نموذج (PORTIER) للاستراتيجيات العامة: يفترض PORTIER وجود ثلاث استراتيجيات يمكن أن تحقق من خلالها المنظمة ميزة تنافسية أكيدة
4. التكتيكات التنافسية: التكتيكات تلك الخطة الشغيلة أو التنفيذية، يمكن النظر إليها كحلقة وصل بين صياغة وتنفيد الاستراتيجية.
5. إستراتيجية قيادة التكلفة: هي الاستراتيجية التي تضع المنظمة كأقل المنتجين تكلفة من قطاع الصناعة من خلال الاستثمار الأمثل للموارد والإنتاج بمعايير نموذجية والبيع بالأسعار الرائدة في السوق.
6. إستراتيجية التمييز: من خلال البحث عن التمييز أو الانفراد بخصائص استثنائية مثل الأسعار الشخصية وخدمات ما بعد البيع.
7. إستراتيجية التركيز: تستند هذه الاستراتيجية على أساس اختيار مجال تنافسي محدود في داخل قطاع الصناعة حيث يتم التركيز على جزء معين من السوق وتكثيف العمل في هذا الجزء، لإبعاد الآخرين ومنعهم من التأثير على المنظمة في حصة هذا الجزء. مثلا قيام شركة سيارات بالتركيز على إنتاج السيارات الصغيرة.
8. استراتيجيات المزيج التسويقي: يمكن التعبير والتحكم في عناصر المزيج التسويقي (المنتج، السعر، التوزيع، الترويج) بما يخدم أهداف المنظمة.
9. استراتيجيات للإنفاق: لتدعيم المبيعات الضعيفة والمنافذ والأسواق ذات المبيعات الأقل يتطلب هذا استثمارات مالية.

كما يمكن تصنيف الاستراتيجيات إلى: استراتيجيات المحيط الأزرق واستراتيجيات المحيط الأحمر، قاصدا باستراتيجيات المحيط الأزرق: الاستراتيجيات التي تحدد من خلال فتح مساحة غير معروفة مسبقا، وخلق الطلب وفرص النمو المعرفي، وأما استراتيجيات المحيط الأحمر: هي الاستراتيجيات الموجودة اليوم، أي ضمن مساحة السوق المعروفة.

## المبادئ الست التي تقود إلى الصياغة والتنفيذ الناجح لاستراتيجية المحيط الأزرق والمخاطر التي تعمل المبادئ لتخفيضها
| مبادئ صياغة الاستراتيجية                 |   | عوامل الخطورة                         |
| ---------------------------------------- | - | ------------------------------------- |
| إعادة بناء حدود السوق.                   | ↓ | مخاطر البحث.                          |
| التركيز على الصورة الكاملة وليس الأرقام. | ↓ | مخاطر التخطيط.                        |
| الامتداد إلى ما وراء الطلب الحالي.       | ↓ | المخاطر على الميزان الاقتصادي للشركة. |
| السعي للسياق الاستراتيجي الصحيح.         | ↓ | مخاطر نموذج العمل.                    |
| مبادئ تنفيذ الاستراتيجية                 |   | عوامل الخطورة التي يعالجها كل مبدأ    |
| التغلب على العقبات المنظماتية الأساسية.  | ↓ | المخاطر المنظماتية.                   |
| بناء التنفيذ ضمن الاستراتيجية.           | ↓ | مخاطر الإدارة.                        |

حيث يجب أن يلبي منحنى القيمة لشركة ما المعايير الثلاثة للاستراتيجية الجيدة للمحيط الأزرق، وهي: التركيز، التفرد والشعار المقنع الذي يخاطب السوق.
- لأنه إذا فقد التركيز فإن بنية التكاليف ستميل للارتفاع ويتعقد نموذج إدارة الأعمال فيها من حيث التطبيق والتنفيذ.
- وحين يفقد التفرد فإن إستراتيجية الشركة ستميل إلى مبدأ (أنا أيضا) دون أن تجد سببا يجعلها تجد مكانا منفردا بالسوق.
- وحين يفقد الشعار المقنع الذي يخاطب المستهلكين فإنه ينساق ضمنيا أو يأخذ الشكل المثالي التقليدي للقيمة من أجل القيمة دون إمكانيات تجارية تذكر ودون قدرة على الإقناع.

## خصائص إستراتيجية التسويق
- الإنتاج في ظل وجود نظام تسويق استراتيجي يضبط بطلب السوق.
- إستراتيجية التسويق سياسة إبداع وتغيير مستمر في المؤسسات ومنتجاتها سلع والخدمات.
- إستراتيجية التسويق وسيلة التمييز التنافسي.
- التكامل والترابط مع جميع وظائف المنشأة.
- توقع ردود فعل المنافسين والإحباط ضدها.
- التكيف مع الظروف البيئية وخاصة الخارجية.
- تنمية أكبر البدائل للوصول إلى مهمة المنشأة وأهدافها الرئيسية.
- النظرة الشمولية للمتغيرات التي يتم التعامل معها.
- المرونة في التكيف مع الظروف المتغيرة بصفة عامة.
- الحاجة إلى قدر كبير من المعلومات أغلبها خارج نطاق المنشأة.
- توفير التغذية المرتدة بالمعلومات.

## معايير اختيار إستراتيجية التسويق المستهدف
1. موارد الشركة: أي ما تملكه من موارد، فعند ما تكون محدودة الأفضل اعتماد إستراتيجية التركيز والعكس صحيح، أي امتلاك الشركة لوفرة من الموارد يجعلها أكثر قدرة على اختيار استراتيجيات أخرى، مثل التسويق المتمايز.
2. درجة تجانس المنتج: كلما زادت درجة تجانس المنتجات التي تقدمها الشركة ولم تكن بينها اختلافات واضحة كلما كان أفضل إتباع إستراتيجية التسويق الغير متمايز، مثل: الحديد والفواكه، والعكس صحيح كلما كانت المنتجات التي تقدمها الشركة مميزة ومختلفة في خصائصها وجودتها عن بعضها البعض، مثل: السيارات والكاميرات، كلما كان أفضل إتباع استراتيجيات التسويق المتمايز.
3. المرحلة التي يمر بها المنتج داخل دورة حياته: عندما تقدم الشركة منتج جديد فإنها تميل عادة في البداية للتركيز على نسخة أول شكل واحد منه، ومن ثم يكون من المفضل لها استخدام التسويق الغير متمايز أو التسويق المركز، أما عندما يصل المنتج إلى درجة النضوج عندها تبدأ الشركة للتحرك لاستخدام التسويق المتمايز.
4. درجة تجانس السوق: إذا لاحظنا أن أذواق المشترين متشابهة وأنهم يشترون بنفس الكميات ولهم ردود أفعال متقاربة للجهود التسويقية الموجهة إليهم فان إستراتيجية التسويق غير المتمايز تكون الأنسب، والعكس حيث يفضل استخدام التسويق المتمايز كلما انخفضت درجة تجانس السوق المستهدف.
5. إستراتيجية التسويق التي يستخدمها المنافسون: عندما يستخدم المنافسون التسويق المتمايز أو المركز ويكون إتباع الشركة للتسويق غير المتمايز اقرب إلى الانتحار. والعكس غير صحيح، حيث يساهم إتباع المنافسين للتسويق غير المتمايز في تمكين الشركة من الحصول على ميزة نسبية إذا قامت الشركة باستخدام التسويق المتمايز أو المركز.